# Père Marie-Benoît

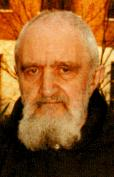
Pater Marie-Benoît, „le père des juifs“

Pater Marie-Benoît Péteul OFMCap (geboren als Pierre Péteul, * 30. März 1895 in Le Bourg-d’Iré, Département Maine-et-Loire; † 5. Februar 1990 in Angers) war ein französischer Kapuziner und Judenretter. Bekannt wurde der Ordenspriester außer unter seinem Ordensnamen auch als Père des juifs („Vater der Juden“).

## Leben

### Herkunft, Jugend und Erster Weltkrieg
Pierre Péteul wuchs als Sohn eines Müllers in einer frommen katholischen Familie in Le Bourg-d’Iré in Anjou auf. Nachdem die Pacht der Wassermühle abgelaufen war, zog die Familie nach Angers. Vom Evangelium begeistert, erklärte Pierre als 12-Jähriger, beim Abschluss der Grundschule, Priester werden zu wollen. Doch das Kleine Seminar des Bistums Angers konnte ihn nicht aufnehmen, da die Berufungen die Zahl der Plätze bei weitem überstiegen und da nach der Durchsetzung des Laizismus durch das Gesetz zur Trennung von Kirche und Staat von 1905 ein Ausbau des Seminars nicht möglich war. Sein Pfarrer wies ihn auf die Kapuziner hin. Pierre schloss sich ihnen an. Infolge der im März 1903 von der französischen Regierung verfügten Auflösung aller männlichen Ordensgemeinschaften hatten fast alle Kapuziner Frankreich verlassen müssen. So erfolgte Pierres Ausbildung „im Exil“, in Belgien, vor allem in der École séraphique (Collegium Seraphicum) in Spy bei Jemeppe-sur-Sambre, in die er im September 1907 eintrat. Sein Noviziat begann er im April 1913 in Breust bei Eijsden (Niederlande). Im September 1914 legte er seine Ordensgelübde ab und nahm den Ordensnamen Marie-Benoît an.
Im Januar 1915 kehrte Marie-Benoît Péteul nach Frankreich zurück, um sich im Ersten Weltkrieg als Freiwilliger zu melden. Ab April 1915 wurde als Sanitäter eingesetzt, unter anderem in der Schlacht von Verdun. Dort wurde er schwer verwundet, mit dem Croix de guerre ausgezeichnet und fünfmal belobigt. Das Grauen des Krieges schilderte er in Briefen an seinen Spiritual in Breust.

### Student in den Niederlanden und in Rom, Lehrtätigkeit
Nach Kriegsende setzte Marie-Benoît Péteul seine Studien zunächst in Breust fort, danach, ab Oktober 1921, in Rom, wo er an der Gregoriana in Philosophie promoviert wurde. In Rom wurde er 1923 zum Priester geweiht und im selben Jahr Dozent (ripetitore) am dortigen Collegio Internazionale San Lorenzo da Brindisi der Kapuziner. Er lehrte Philosophie und vor allem die Theologie des hl. Bonaventura. Zudem war er Spiritual am Scholastikat seines Ordens in Rom. Er trat der 1926 gegründeten Vereinigung Amici Israel bei, die von der Römischen Kurie bereits 1928 verboten wurde.

### Zweiter Weltkrieg
Nach der italienischen Kriegserklärung an Frankreich am 10. Juni 1940 musste Père Marie-Benoît Italien verlassen. Er fand Zuflucht im Kapuzinerkloster in Marseille, einer Stadt, in der Tausende von den Nationalsozialisten Gejagte, darunter viele Juden, zusammenströmten. In seinen Predigten warb Père Marie-Benoît um Mitgefühl für die Flüchtlinge. Das ermutigte viele von ihnen, sich mit der Bitte um Hilfe an ihn zu wenden. Père Marie-Benoît baute mit Pfarrangehörigen und Bekannten ein Netzwerk auf, das Flüchtlinge beherbergte, ihnen „neue Papiere“ (Taufscheine und gefälschte Pässe) verschaffte und sie außer Landes brachte. Dabei arbeitete er eng mit Joseph Bass zusammen, einem 1908 in Grodno geborenen jüdischen Rechtsanwalt, der seit 1934 Flüchtlinge in Paris vertreten und beraten hatte. Ihn lernte Père Marie-Benoît im Sommer 1942 im Konvent der Sœurs de Notre Dame de Sion in Marseille kennen. Père Marie-Benoît suchte auch Guido Lospinoso (1885–1973) auf, den Mussolini im März 1943 als Kommissar für jüdische Angelegenheiten in der italienisch besetzten Zone in Südostfrankreich (mit Sitz in Nizza) eingesetzt hatte. Diese Begegnung trug – zusammen mit der Fürsprache von Angelo Donati – dazu bei, dass Lospinoso sich entschloss, die Juden, die sich in die italienisch besetzte Zone geflüchtet hatten, nicht auszuliefern.
Durch Denunziationen war die Gestapo auf seine Spur gekommen. Doch Père Marie-Benoît war bis dahin allen Fallen entkommen, die die Gestapo ihm gestellt hatte. Gleichwohl entsandte sein Ordensoberer ihn im Juni 1943 sicherheitshalber nach Rom. Am 16. Juli 1943 legte Père Marie-Benoît Papst Pius XII. bei einer Audienz den Plan vor, den Donati zur Rettung der Juden aus der italienisch besetzten Zone in Südostfrankreich ausgearbeitet hatte. Doch der auf den Waffenstillstand von Cassibile vom 3. September 1943 folgende Einmarsch der Wehrmacht in Italien am 8. September 1943 verhinderte die Verwirklichung des Rettungsplanes.
Damals lernte Père Marie-Benoît Settimio Sorani (1899–1982) kennen, den Leiter der Delegazione per l'Assistenza degli Emigranti Ebrei (DELASEM), eines Hilfs- und Rettungswerkes für Juden in Italien. Père Marie-Benoît, Settimio Sorani, der aus Wien geflohene jüdische Rechtsanwalt Stefan Schwamm (* 1910), der polnische Kommunist Aron Kasztersztein und andere brachten Juden in dazu angemieteten Wohnungen, in Pensionen und in Klöstern unter. Als die jüdischen Mithelfer untertauchen mussten, fiel Père Marie-Benoît die Leitung der Aktion zu. Zur Zentrale der Aktion wurde das Kapuzinerkloster in der via Sicilia 159. „Padre Benedetto“, wie er in Rom hieß, ging, wieder unter hohem persönlichen Risiko, von Kloster zu Kloster, um die Hausoberen zu bewegen, Juden zu verstecken und noch mehr Juden zu verstecken. Prälat Angelo Dell’Acqua vom vatikanischen Staatssekretariat notierte am 20. November 1943: „Ich habe Père Benoît Marie <sic!> mehrmals ermahnt (und beim letzten Mal sehr deutlich) in seiner Sorge um die Juden mehr Vorsicht walten zu lassen.   … Unglücklicherweise scheint er auf den bescheidenen Rat, den man ihm erteilt, nicht hören zu wollen.“ So war es – und so wurden mindestens 2500 Juden gerettet, nach anderen Quellen sogar 4000. Am 4. Juni 1944 wurde Rom von alliierten Truppen befreit. Als die überlebenden Juden vor einer verschlossenen Synagoge zusammenströmten, trat Padre Benedetto hinzu und schloss auf. Denn er war es, der den Schlüssel bewahrt hatte.

### Von der Nachkriegszeit zum Konzil
Nach dem Krieg setzte sich Père Marie-Benoît unermüdlich für die Überwindung antijüdischer Vorurteile und Stereotypen unter Katholiken ein. Er war einer der Vertreter der katholischen Kirche bei der Internationalen Konferenz der Christen und Juden vom 30. Juli bis zum 5. August 1947 in Seelisberg (Schweiz). Bei seinem Bemühen um den Beginn eines jüdisch-christlichen Dialog arbeitete er unter anderem mit Edmond Fleg und Jules Isaac zusammen. Seine Vorarbeiten gingen in den das Verhältnis zum Judentum betreffenden vierten Teil der „Erklärung über das Verhältnis zu den nichtchristlichen Religionen“ Nostra Aetate ein, die vom Zweiten Vatikanischen Konzil am 28. Oktober 1965 beschlossen wurde. Auf einer Pilgerfahrt ins Heilige Land wurde er von Vertretern des Staates Israel mit hohen Ehren empfangen.
Ab 1953 unterrichtete Père Marie-Benoît am Päpstlichen Äthiopischen Kolleg in Rom, danach war er kurzzeitig mit Aufgaben in der Leitung der Ordensprovinz Foggia betraut. 1956 kehrte er in sein Heimatland zurück. Nach einer Station in Tours wurde er zum Guardian des großen Kapuzinerklosters in Paris bestellt.
Père Marie-Benoît starb im Alter von 94 Jahre im Kreis seiner Familie in Angers.

## Ehrungen
Marie-Benoît Péteul wurde vielfach ausgezeichnet:
- Yad Vashem zählt Marie-Benoît Péteul zu den Gerechten unter den Völkern, ein Baum in die Allee der Gerechten erinnert an ihn.[23]
- King’s Commendation for Brave Wartime Conduct, verliehen von König Georg VI., überreicht vom britischen Botschafter in Rom am 18. Juni 1946
- Médaille de la Résistance mit dem Croix de Lorraine für seine „Hilfe für die Opfer des Vichy-Regimes und des Nazismus“, verliehen am 6. Juni 1947
- Croix de guerre 1914–1918
- Croix de guerre 1939–1945 mit zinnoberrotem Stern, verliehen am 22. Oktober 1947
- Chevalier der Ehrenlegion, überreicht vom französischen Botschafter in Rom, Jacques Maritain, am 16. April 1948
- 1955: Goldmedaille der Unione delle comunità ebraiche italiane, des Gesamtverbandes der jüdischen Gemeinden in Italien